# Maria Kliegel

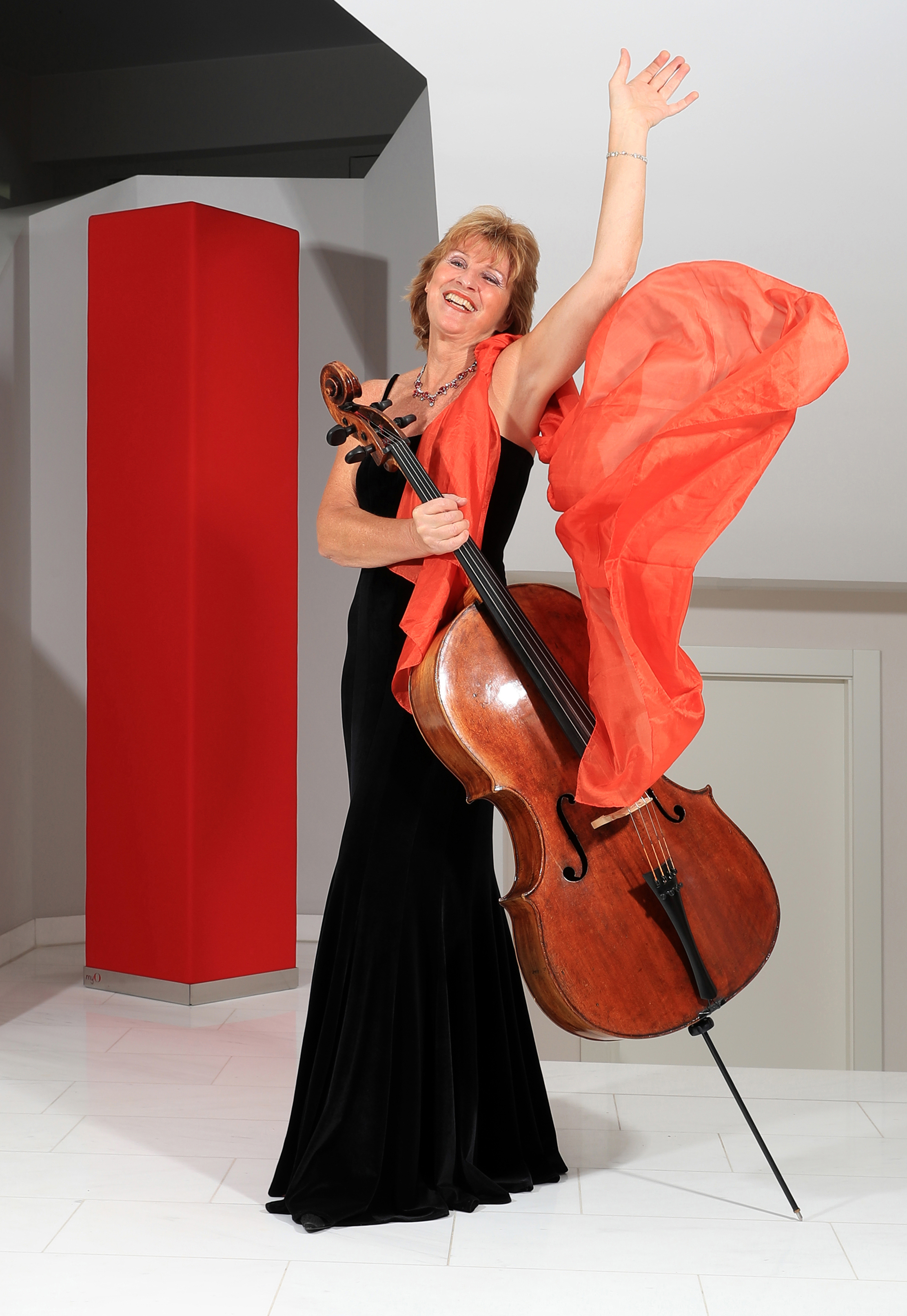
Maria Kliegel, 2020

Maria Kliegel (* 14. November 1952 in Dillenburg) ist eine deutsche Cellistin.

## Leben
Kliegel wurde bekannt, als sie den Bundesjugendwettbewerb Jugend musiziert zweimal gewann. Nach einem ersten Studium bei Alexander Molzahn in Frankfurt am Main und dem Abitur in ihrer Heimatstadt studierte sie bei János Starker an der Indiana University Bloomington, USA. Sie hat viele internationale Musikpreise gewonnen (u. a. Amerikanischer Hochschulwettbewerb in Chicago, Deutscher Musikwettbewerb in Bonn, Aldo-Parisot-Wettbewerb in Brasilien, Concours Rostropovich in Paris). Mstislaw Rostropowitsch bezeichnete sie als „beste Cellistin, die ich seit Jacqueline du Pré gehört habe“, andere als „La Cellissima“.

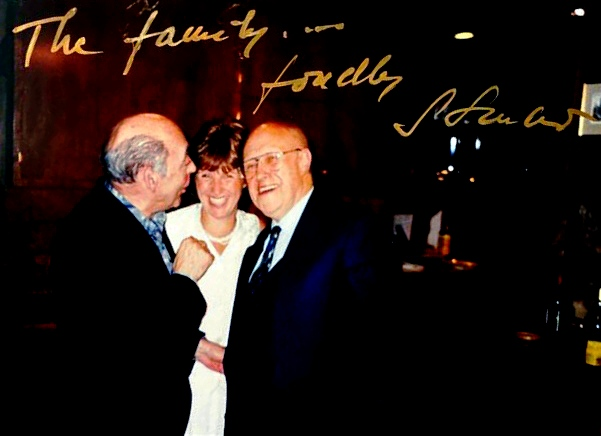
Maria Kliegel mit János Starker und Mstislav Rostropovich in Bloomington, USA, 1999

Kliegel ist in allen Erdteilen aufgetreten. Ihr umfangreiches Repertoire ist auf Schallplatte und CD festgehalten. Sie hat sich durch unermüdlichen Einsatz für die zeitgenössische Musik verdient gemacht, unter anderem durch Uraufführungen und CD-Einspielungen von Werken von z. B. Alfred Schnittke und Sofia Gubaidulina sowie die Hommage a Nelson Mandela von Wilhelm Kaiser-Lindemann. Im Verkauf ihrer CDs liegt sie an der Weltspitze – ihre Diskographie (Naxos) gilt als beispielhaft.

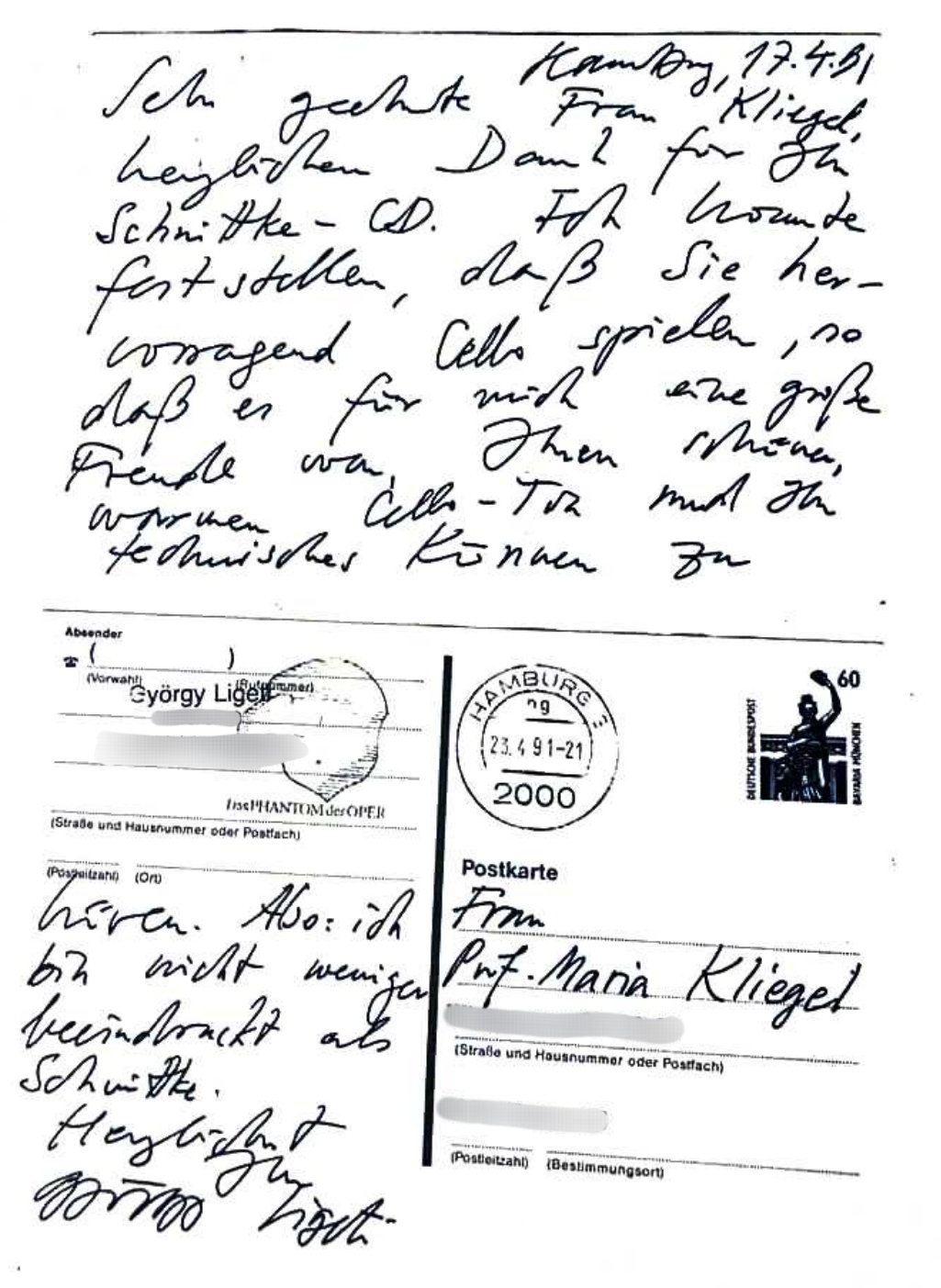
Postkarte von György Ligeti an Maria Kliegel

Seit 1986 leitet Kliegel eine Meisterklasse an der Hochschule für Musik Köln. Bei vielen Wettbewerben war sie Jurymitglied. 2001 gründete sie das Xyrion Trio und spielte regelmäßig in dieser Besetzung, bis zur Auflösung des Trios im Jahr 2015.
Kliegel spielte früher das Stradivari-Cello ex Gendron aus dem Jahr 1693, das über 30 Jahre im Besitz des französischen Cellisten Maurice Gendron war. Heute spielt sie ein Cello von Carlo Tononi (Venedig, ca. 1730).
Maria Kliegel ist Schwester des in Chile tätigen deutschen Priesters Peter Kliegel und lebt in Essen-Werden.